# Gorge de Coaticook
Gorge de Coaticook är en dal i Kanada.   Den ligger i provinsen Québec, i den sydöstra delen av landet, 300 km öster om huvudstaden Ottawa.
Omgivningarna runt Gorge de Coaticook är en mosaik av jordbruksmark och naturlig växtlighet. Runt Gorge de Coaticook är det glesbefolkat, med 8 invånare per kvadratkilometer.